# Gary DeGrio
Gary DeGrio (né le 16 février 1960 à Duluth, dans l'État du Minnesota aux États-Unis) est un joueur professionnel de hockey sur glace évoluant à la position d'attaquant.

## Statistiques
| Saison    | Équipe                          | Ligue |    | Saison régulière | Saison régulière | Saison régulière | Saison régulière | Saison régulière |   | Séries éliminatoires | Séries éliminatoires | Séries éliminatoires | Séries éliminatoires | Séries éliminatoires |
| Saison    | Équipe                          | Ligue | PJ | B                | A                | Pts              | Pun              | PJ               | B | A                    | Pts                  | Pun                  |                      |                      |
| 1978-1979 | Bulldogs de Minnesota-Duluth    | WCHA  | 34 | 2                | 8                | 10               | 6                | -                | - | -                    | -                    | -                    |                      |                      |
| 1979-1980 | Bulldogs de Minnesota-Duluth    | WCHA  | 33 | 14               | 5                | 19               | 2                | -                | - | -                    | -                    | -                    |                      |                      |
| 1980-1981 | Bulldogs de Minnesota-Duluth    | WCHA  | 38 | 25               | 8                | 33               | 24               | -                | - | -                    | -                    | -                    |                      |                      |
| 1981-1982 | Bulldogs de Minnesota-Duluth    | WCHA  | 40 | 18               | 17               | 35               | 18               | -                | - | -                    | -                    | -                    |                      |                      |
| 1982-1983 | Oilers de Tulsa                 | LCH   | 77 | 18               | 21               | 39               | 25               | -                | - | -                    | -                    | -                    |                      |                      |
| 1983-1984 | Oilers de Tulsa                 | LCH   | 65 | 10               | 19               | 29               | 24               | 9                | 2 | 0                    | 2                    | 2                    |                      |                      |
| 1984-1985 | Golden Eagles de Salt Lake City | LIH   | 22 | 10               | 4                | 14               | 4                | -                | - | -                    | -                    | -                    |                      |                      |
| 1985-1986 | Golden Eagles de Salt Lake City | LIH   | 59 | 19               | 14               | 33               | 18               | 5                | 2 | 3                    | 5                    |                      |                      |                      |
| 1986-1987 | Golden Eagles de Salt Lake City | LIH   | 54 | 12               | 19               | 31               | 10               | 17               | 5 | 5                    | 10                   | 2                    |                      |                      |
| 1987-1988 | Tigers de Dundee                | BHL   | 27 | 72               | 49               | 119              | 2                | -                | - | -                    | -                    | -                    |                      |                      |

### Transaction en carrière
- Le 3 mai 1982 : signe avec les Rangers de New York comme joueur autonome.

## Vie personnelle
DeGrio est l'oncle d'Adam Johnson, joueur de hockey sur glace ayant jouer pour les Penguins de Pittsburgh.